# Eoptychoptera vitrea
Eoptychoptera vitrea is een uitgestorven muggensoort uit de familie van de glansmuggen (Ptychopteridae). De wetenschappelijke naam van de soort werd voor het eerst geldig gepubliceerd in 1998 door Lukashevich.